# Španěl (holub)
Španěl, též španiér, je plemeno holuba domácího. Je to středně velký holub s vodorovně neseným trupem a lehce klenutou hlavou, která plynule přechází v dlouhý silný zobák. Je buďto řazen mezi bagdety, do plemenné skupiny bradavičnatých holubů, nebo mezi holuby užitkové. Je chován především v Německu, navzdory svému názvu nemá toto plemeno se Španělskem nic společného. V Česku se používá především pro osvěžení krve moravské bagdety, čistokrevně je chován vzácně. V seznamu plemen EE patří do plemenné skupiny užitkových holubů a je zapsán pod číslem 0046.

## Charakteristika
Španěl je podobný moravské badgetě a bagdetě štajnhajmské, se kterou je příbuzný. Mezi jeho další předky patří norimberská bagdeta. Od moravské bagdety se odlišuje především menší velikostí a nepřítomností chocholky, od norimberské bagdety ne tak dokonalými tělesnými tvary.
Je to středně velký holub s hmotností pohybující se kolem 500 g. Hlava je úzká, jen mírně klenutá, zobák je dlouhý, plynule navazuje na linii čela a na špičce je mírně zahnutý. Měl by být světlý, jen u černých a modrých rázů se připouští i tmavší zbarvení. Ozobí je ploché, má srdcovitý tvar a narůžovělou barvu. Oči jsou většinou oranžové, bílí holubi mají oční duhovku tmavou, obočnice jsou dvojité a živě červené.
Krk španěla je středně dlouhý, široce nasedá na trup a směrem k hlavě se zužuje. Hrdlo je dobře vykrojené, ohryzek typický pro plemena bagdet tento holub nemá. Trup je ve srovnání s moravskou bagdetou drobnější, hruď je široká, ale neklene se dopředu, hřbet je jen lehce skloněný dozadu. Křídla i ocas jsou středně dlouhé, křídla jsou těsně přitažená k tělu a ocas je nesený téměř vodorovně. Nohy jsou poměrně široce nasazené, středně dlouhé, s neopeřenými běháky a prsty.
Na opeření nejsou kladeny zvláštní požadavky, ale španěl se ve srovnání s jinými bagdetami chová ve větším množství barevných i kresebných rázů. Chová se v barvě plnobarevné černé, červené a žluté, modré pruhové a bělopruhé, černé a červené bělopruhé, v rázu černém sedlatém, červeném a žlutém běloštítném a jako černý, červený a žlutý tygr.